# Язмурадов, Яранмурад Реджепович
Яранмурад Реджепович Язмурадов (туркм. Ýaranmyrat Ýazmyradow) — туркменский государственный деятель, судья.

## Биография
Родился в 1971 году в городе Караганда Казахской ССР.
Образование высшее. В 1996 году окончил Туркменский государственный университет. По специальности — юрист.
1992—1996 — секретарь судебной коллегии по гражданским делам Верховного суда Туркменистана.
10.07.1996 — 1997 — судья военного суда Ашхабадского гарнизона.
1997—2002 — государственный нотариус г. Ашхабада.
20.11.2002 — 2003 — судья Ашхабадского городского суда.
2003—2007 — заведующий отделом социального обеспечения города Абадан Ахалского велаята, заведующий отделом правоохранительных и военных органов хякимлика Ахалского велаята, сотрудник хякимлика этрапа имени Президента Ниязова города Ашхабада.
30.07.2007 — 19.01.2008 — судья Ашхабадского городского суда.
19.01.2008 — 03.03.2008 — председатель Ахалского велаятского суда.
03.03.2008 — 04.10.2011 — председатель Верховного суда Туркменистана.
04.10.2011 — 31.08.2013 — Генеральный прокурор Туркменистана.
31 августа 2013 года освобожден от должности «за серьёзные недостатки в работе». В том же году обвинён в крышевании наркобизнеса и приговорен к длительному лишению свободы/

## Награды и звания
- Медаль «Edermenlik» (26.10.2009)

## Варианты транскрипции имени и фамилии
- Имя: Яранмырат, Яранмурат
- Фамилия: Язмырадов